# HSD17B4
HSD17B4‏ (Hydroxysteroid 17-beta dehydrogenase 4) هوَ بروتين يُشَفر بواسطة جين HSD17B4 في الإنسان.